# Biała Serbia

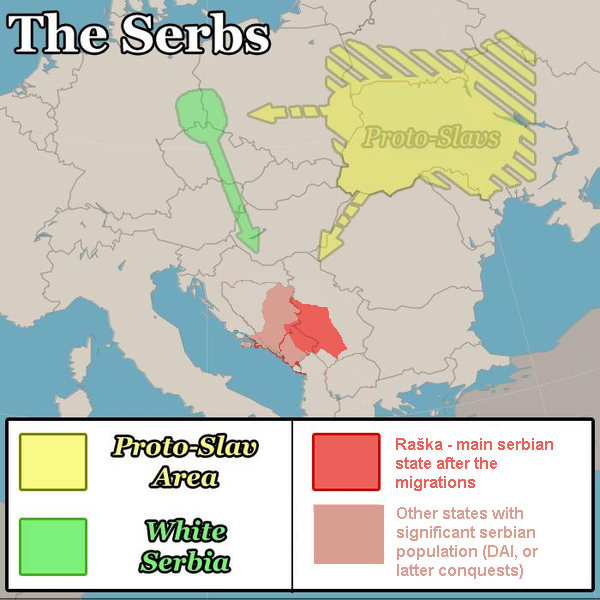
Migracja Serbów w VII wieku

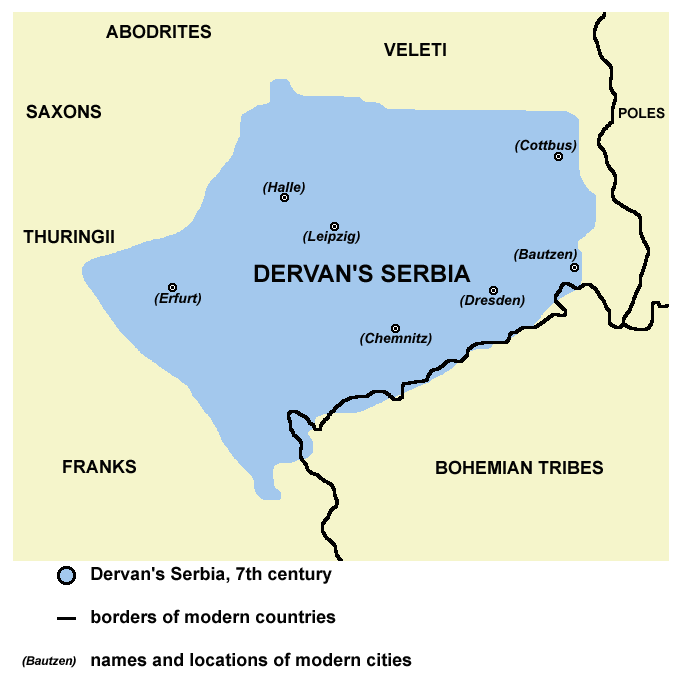
Terytorium Surbiów pod władzą Derwana na południu Połabia w VII wieku

Biała Serbia – praojczyzna Serbów sprzed ich wędrówki na południe w VII wieku n.e. 
W ciągu VI wieku n.e. Serbołużyczanie zajęli cały region rozciągający się między rzekami Bobrem, Kwisą i Odrą na wschodzie, a rzekami Soławą (niem. Saale) i Łabą na zachodzie. Na północy region ich osadnictwa sięgał do Berlina
Kronika Fredegara wzmiankuje o Derwanie – księciu plemienia Surbiów (Serbów) i władcy Słowian połabskich. W latach 30. VII wieku trwały zabiegi Franków zmierzające do podporządkowania sobie plemienia Surbiów, jednak po klęsce Franków pod Wogastisburgiem, Derwan wcielił swój kraj do państwa Samona.
Konstantyn Porfirogeneta wymienia nazwę Biała Serbia w dziele De administrando imperio. Tłumaczy przy tym, że leżała na terytorium Boiki, które jest utożsamiane z Bohemią – ziemią Bojów. Wzmiankuje też, że graniczyła z Białą Chorwacją i królestwem Franków. Ponieważ Biała Chorwacja oddzielała ją od Węgier, to Biała Serbia musiała być położona dalej na północny zachód. Ponieważ Konstantyn uważa Białych Serbów za pogan, to ich ojczyzna musiała być położona poza zasięgiem chrześcijaństwa za jego życia.
Nestor opisuje w swojej Powieści minionych lat z 1113 roku w części drugiej „O narodach słowiańskich”, jak to we wczesnym średniowieczu Biali Chorwaci, Serbowie i Chorutanie (zapewne chodzi tu o część tych plemion, a nie całość) w wyniku najazdu Włochów przenieśli się ze swoich naddunajskich terenów i osiedli nad Wisłą przezwawszy się Lachami, a ci następnie przezwali się Polanami, Lucicami, Mazowszanami, Pomorzanami. 
Historycy wskazują kilka możliwych lokalizacji Białej Serbii: na terenie dzisiejszej Wielkopolski, Dolnego Śląska, Saksonii lub Czech. Za pierwszą hipotezą przemawiają nazwy własne Sarbinów, Serby itp. popularne w Wielkopolsce. Wędrówka części Serbów na południe mogła być wywołana przez migrację Polan na terytorium Wielkopolski.
Wedle niektórych hipotez Serbowie, którzy nie opuścili siedzib (albo przesunęli się z nich na Zachód), znani są teraz jako Serbołużyczanie.